# Salvioni SA
Die Salvioni SA ist ein Schweizer Buchverlag sowie eine Druckerei mit Sitz in Bellinzona.
Das Unternehmen ist zum einen in der Herstellung von Büchern und Kunstbüchern, Broschüren, Periodika, Geschäftsdrucksachen sowie Prospekten und zum anderen im Verlagswesen tätig. Das Verlagsprogramm umfasst insbesondere italienischsprachige Sachbücher sowie Kinder- und Jugendbücher, Schulbücher und Religionsbücher. Innerhalb des Verlagsprogramms führt Salvioni mehrere thematische Buchreihen, die sich insbesondere mit Geschichte, Gastronomie, Architektur, Kunst, Kultur, Berge und Geographie des Kantons Tessins befassen, darunter auch deutschsprachige Bücher.

## Geschichte
Das Unternehmen wurde 1850 von Carlo Salvioni (1827–?) als Druckerei an der Piazza Teatro in Bellinzona gegründet. Carlo Salvionis gleichnamiger Sohn (1858–1920), der das Tessin schon früh verliess, wurde später ein bedeutender Sprachwissenschaftler und war Autor zahlreicher Bücher. Im Unternehmen seines Vaters war er jedoch nicht aktiv tätig.
Bereits im 19. Jahrhundert bildeten sich aus den Druckereiaktivitäten die ersten Verlagsaktivitäten. Zu den ersten regelmässig erschienenen Publikationen finden sich zum Beispiel die 1866 erstmals und alljährlich bis ins Jahr 2000 insgesamt 133 Mal erschienene Entscheidungssammlung der Tessiner Gerichte oder das 1879 auf Initiative des Geschichtsforschers Emilio Motta erstmals erschienene und heute noch zweimal jährlich publizierte „Bollettino storico della Svizzera italiana“. Unter den ersten Büchern von Bedeutung zählt zum Beispiel Emilio Mottas „Bibliografia del suicidio“ von 1890 als erste wirkliche Bibliografie des Suizids mit 647 hauptsächlich aus Italien stammenden Referenzen oder das 1894 vom Kunstforscher Johann Rudolf Rahn verfasste „I monumenti artistici del Medio Evo nel Cantone Ticino“, das sich mit mittelalterlichen Kunstwerken im Kanton Tessin befasste.
Nach der Jahrhundertwende intensivierte Salvioni die Herausgabe von Büchern und machte sich in der Folge im Tessin durch bedeutende Veröffentlichungen, aber auch schweizweit mit Büchern rund um das Thema Tessin, einen Namen. Manche Bücher und Publikationen aus dieser Zeit, wie die vorhin erwähnten Sammlungen und Bulletins, finden sich noch heute in den Schweizer Universitätsbibliotheken.
Unter der Leitung von Arturo Salvioni, der das Familienunternehmen in zweiter Generation übernommen hatte, wurde 1920 in der Nähe ein neuer Unternehmenssitz bezogen und die Aktivitäten des damals als Kollektivgesellschaft „Arturo Salvioni & Co“  firmierenden Unternehmens weiter ausgebaut. Mit der Übernahme durch die dritte Generation wurde ab den 1930er Jahren eine partnerschaftliche Beziehung mit der Familie Gabuzzi aufgenommen. Diese wurde unter der Leitung der vierten Generation weiter gefestigt, was 1954 zur Umwandlung in eine gemeinsam geführte Aktiengesellschaft und zur Umbenennung in „Salvioni SA“ führte. 1993 übernahm Giacomo Salvioni, der auch Herausgeber der Zeitung laRegione ist, sämtliche in Fremdbesitz befindliche Aktien.
In der Zwischenzeit gab der Verlag zahlreiche weitere Werke heraus, nicht zuletzt im Bereich Kunstliteratur. Schon 1936 veröffentlichte der damals in Rom lebende Tessiner Kunsthistoriker Ugo Donati bei Salvioni unter dem Titel „Breve storia degli artisti ticinesi“ eine Geschichte der Tessiner Künstler. 1942 folgte, ebenfalls bei Salvioni, den von Ugo Donati im Auftrag des Kantons Tessin verfassten Band „Artisti ticinesi a Roma“, das zu einem Referenzwerk auch für die spätere kunstgeschichtliche Forschung wurde. 1958 erschien bei Salvioni eine Biografie über Carlo Salvioni jun., dessen Werke als Sprachwissenschaftler, mit ganz wenigen Ausnahmen, jedoch nie über den Familienverlag herausgegeben worden waren.
In der zweiten Hälfte des 20. Jahrhunderts und in den Anfängen des 21. Jahrhunderts gab der Verlag zahlreiche weitere Bücher heraus. Noch heute bildet das Tessin in all seinen Aspekten das zentrale Thema des Verlagsprogramms.